# Wąska Szczelina
Wąska Szczelina – jaskinia w Dolinie Kościeliskiej w Tatrach Zachodnich. Wejście do niej znajduje się w Organach, w żlebie w pobliżu Bramy Kraszewskiego, powyżej Schronu pod Jaskinią Goryckiego, na wysokości 1100 metrów n.p.m. Jaskinia jest pozioma, a jej długość wynosi 5,5 metrów.

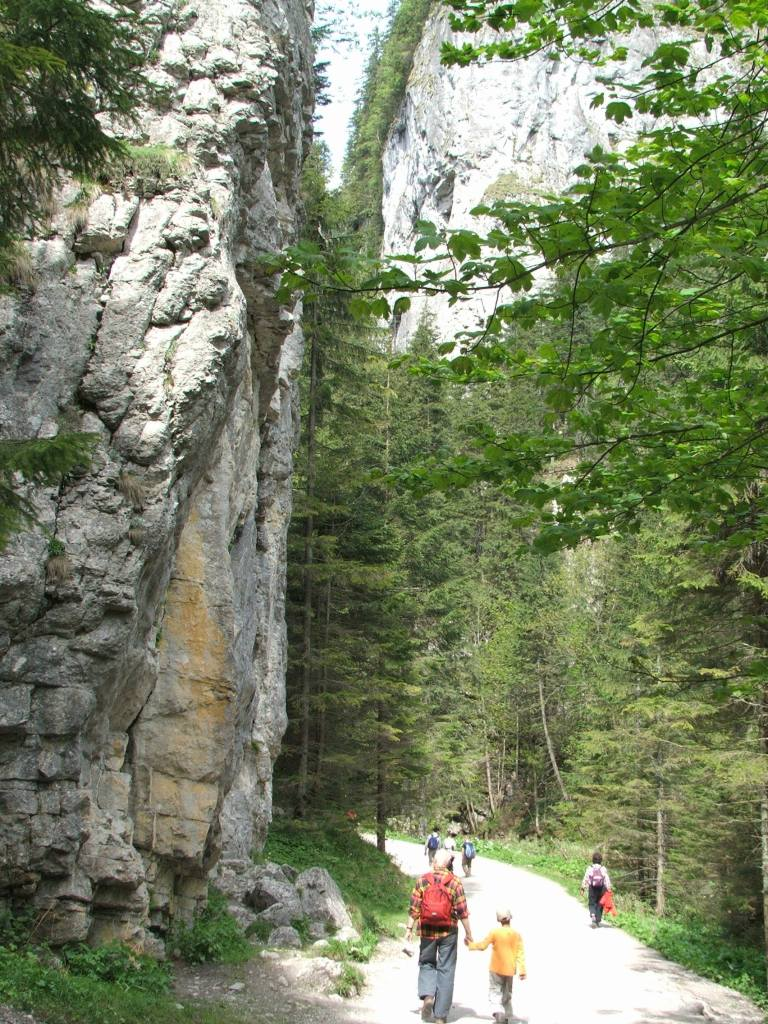
Brama Kraszewskiego w Dolinie Kościeliskiej

## Opis jaskini
Jaskinię stanowi bardzo ciasny, szczelinowy korytarz zaczynający się w małym otworze wejściowym. Rozdziela się on pod koniec na dwa krótkie korytarzyki.

## Przyroda
W jaskini można spotkać nacieki grzybkowe. Ściany są wilgotne, brak jest na nich roślinności.

## Historia odkryć
Jaskinię znał prawdopodobnie Stefan Zwoliński, który w 1934 roku badał żleb. W 1992 roku odnalazła ją M. Kapełuś. W tym też roku I. Luty przy pomocy M. Kapełuś sporządziła plan i opis jaskini.